# Moises Jinich
Moises Jinich (Città del Messico, 15 dicembre 1927 – Mérida, 2 marzo 2015) è stato un calciatore messicano, di ruolo attaccante.

## Carriera
Con la Nazionale messicana ha preso parte ai Mondiali 1954.